# Hakea divaricata
Hakea divaricata är en tvåhjärtbladig växtart som beskrevs av Lawrence Alexander Sidney Johnson. Hakea divaricata ingår i släktet Hakea och familjen Proteaceae. Inga underarter finns listade i Catalogue of Life.